# Калашниченко, Александр Александрович
Александр Александрович Калашниченко (5 июля 1966, Новосибирск — 2 декабря 2022, Пермь) — советский и российский актёр театра и кино, театральный деятель. Заслуженный артист Российской Федерации, член Союза театральных деятелей Российской Федерации. Актёр Пермского театра юного зрителя (1988—2016).

## Биография
Родился 5 июля 1966 года в Новосибирске.
В 1988 году окончил Новосибирское театральное училище по специальности «Артист драмы». В 2007 году получил заочное образование на кафедре режиссуры и мастерства актёра факультета искусств ПГИКа.
С 1988 по 2016 годы был одним из ведущих актёров Пермского ТЮЗа. Работал диктором на Пермском радио. В 2017 году был актёром омского ТОП-театра.
В последние годы частично отошёл от актёрской деятельности, работал стилистом.
Ушёл из жизни 2 декабря 2022 года в Перми, после перенесённого несколькими днями ранее инсульта. Похоронен на Северном кладбище Перми.

### Семья
- Жена — Сюзанна Викторовна Калашниченко, актриса Пермского театра юного зрителя.

## Театральные работы
- Кандид в «Кандиде» Вольтера
- Бобчинский в «Ревизоре» Н. Гоголя
- Петя Трофимов в «Вишневом саде» А.Чехова
- Правдин в «Недоросле» Д.Фонвизина
- Дженнаро Де Сиа в «Человеке и джентльмене» Э. Де Филиппо
- Херсаче в «Блине-2» А. Слаповского
- Тихон в «Грозе» А. Островского
- Том в «Стеклянном зверинце» Т. Уильямса
- Стасик в «Вальпургиевой ночи» В. Ерофеева
- Брама-Глинский в «Актерской погибели» А. Чехова
- Покупатель в «Элькином золоте» Й. Бар-Йосефа
- Гладышев, Берия, прокурор Евпраксеин в «Чонкине» В. Войновича
- Чудик в «Охоте жить!..» В. Шукшина
- Николай Петрович Кирсанов в «Отцах и детях» И. Тургенева
- Начальник вокзала в «Безымянной звезде» М. Себастиана
- Отец в «Электронной бабушке» Р. Брэдбнери
- Доктор Робинсон в «Приключениях Тома Сойера» М. Твена
- Царь Парамон в «Емелином счастье» В.Новацкого, Р. Сефа
- Несчастливцев в «Лесе» А. Островского
- Казак Чуб в «Ночи перед Рождеством» Н. Гоголя
- Инспектор Мич в «Соло для часов с боем» О. Заградника
- Петр Александрович в «Отрочестве» Л. Толстого
- Орел в «Елене Премудрой» М. Бартенева
- Мистер Дарлинг и капитан Джеймс Крюк в «Питере Пэне» Дж. Барри
- И другие

## Режиссёрские работы
- «Электронная бабушка» Р. Брэдбери
- «Чонкин» В. Войновича
- «Охота жить!..» В. Шукшина
- «Емелино счастье» В. Новацкогго, Р. Сефа, «Золоченые лбы» Б. Шергина
- «Европа-Азия» братьев Пресняковых
- «Большая Советская Энциклопедия» Н.Коляды

## Актёрская деятельность
- 2010 — Воробей (фильм, роль: доктор)

## Награды и звания
- Заслуженный артист Российской Федерации[5]
- Обладатель спецприза IV театральной премии «ЭКСклюзтв»[6]
- Дипломант областного фестиваля «Волшебная кулиса» (1999, 2001)
- Дипломант VIII Всероссийского фестиваля актёрских капустников «Веселая коза» (Нижний Новгород, 2000)
- Лауреат премии Пермского края в сфере культуры и искусства (2007)[9]

## Номинации
- Лучшая мужская роль второго плана (победа, 2009)[7][8]

## Издательство
- Russia (Federation). Собрание законодательства Российской Федерации. — Юридическая Литература, 2001. — 846 с.[5]
- В. Т. Данченко. Вольтер в России: библиографический указатель 1735—1995. — Рудомино, 1995. — 400 с. — ISBN 978-5-7380-0081-2.[16]